# 양말

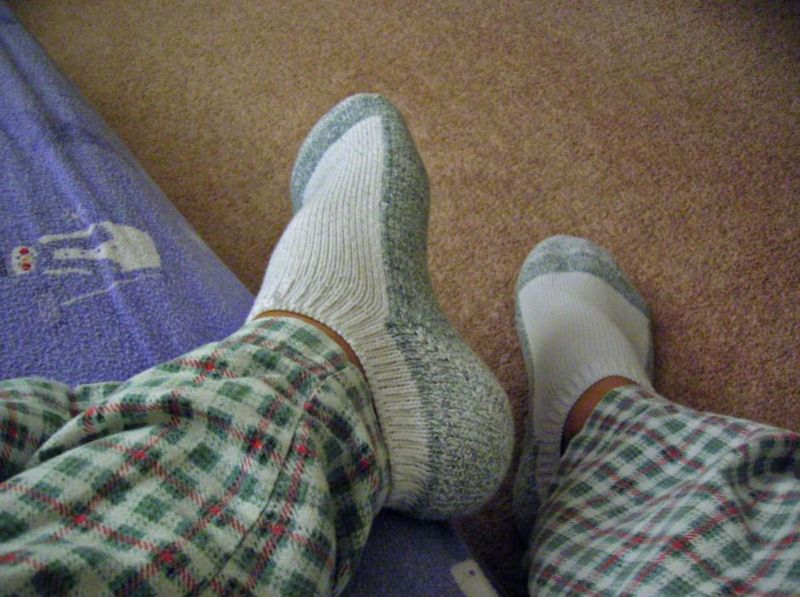
양말을 신은 모습.

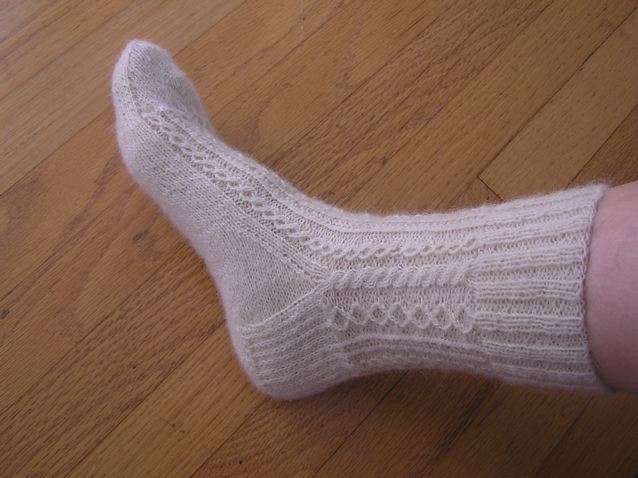
뜨개질한 양말의 모습.

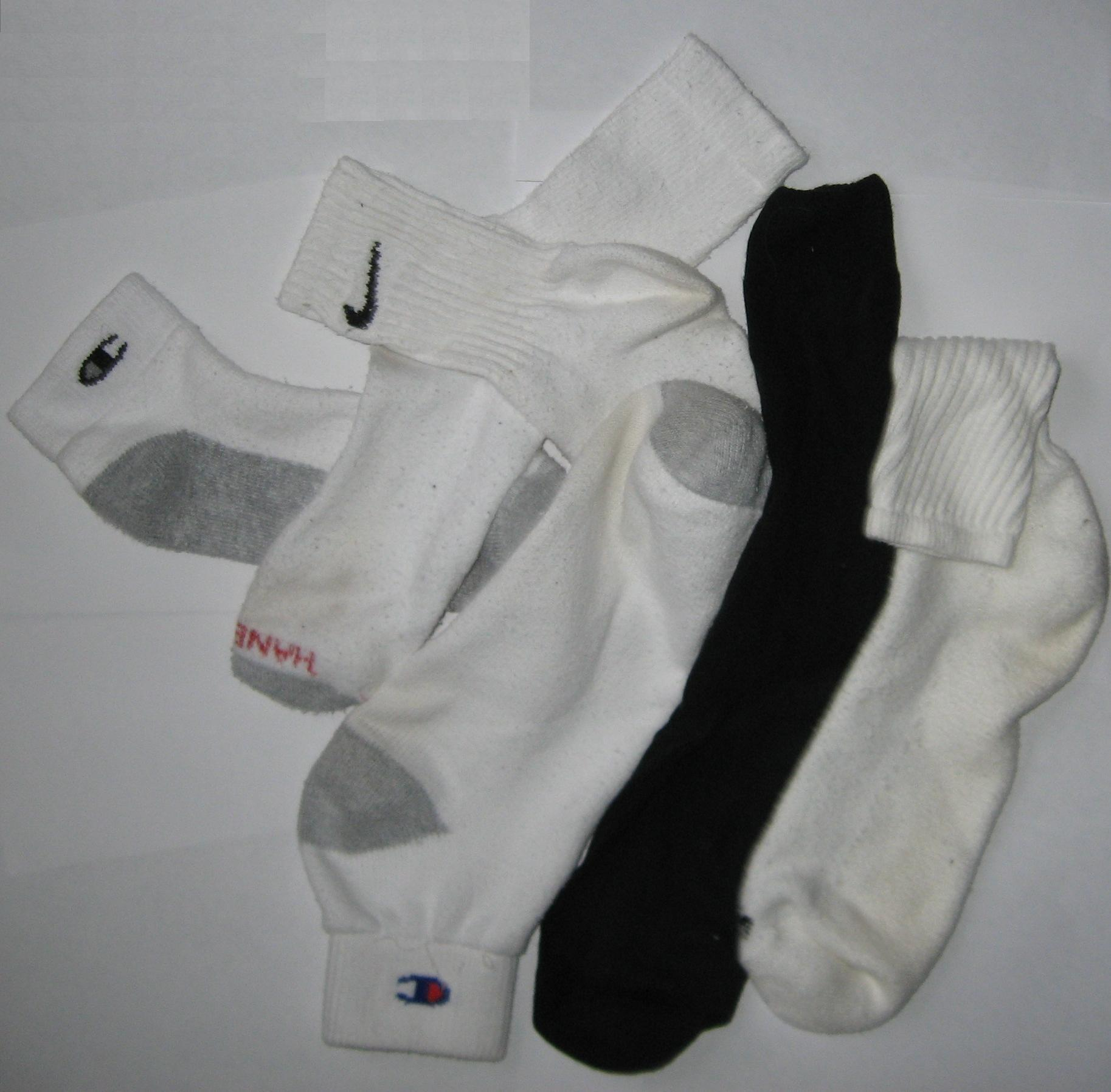
여러 종류의 양말.

양말(洋襪, 영어: Sock)은 보통 사람이 발에 신는 풋웨어 중의 하나이다. 양말은 땀을 흡수하며, 발을 건조한 상태로 유지하는 것을 돕는다. 양말이란 말은 서양의 버선이란 뜻으로 붙여졌다. 
양말은 발을 편안하게 하며, 발의 체온을 따뜻한 상태로 유지시키는 도구 중의 하나이다. 보통 목화나 모직으로 만들어지며, 발목까지 오는 종류도 있지만, 무릎 위까지 올라와 다리 전체를 감싸는 것도 있다. 각각의 발가락이 분리되어 있는 형태의 양말은 발가락 양말이라고 한다.
양말(Socks)은 맨발에 착용하는 의복의 종류이다. 바닥, 등, 목 세 부분으로 구성되어 있고, 목은 발과 발목이 들어 가면 다리를 감싸는 부분이다. 단목(Short neck), 중목(Middle neck), 장목 양말(Long neck socks)로 분류한다.

## 어원
양말은 한자에서 온 말이다. 한때 한국에서는 전통적으로 버선을 신었는데, 이를 한자로 말(襪)이라 하였다. 개화기 이후 삭스(socks)가 들어오면서 서양에서 온 버선이란 뜻에서 양말(洋襪)이라 부르게 되었다.

## 목적
1. 발과 신발 사이의 마찰을 덜기 위해
2. 발에서 떨어진 죽은 살과 땀을 흡수하여 신발을 보호하기 위해
3. 편안함을 제공하기 위해
4. 패션을 위해
5. 발을 따뜻하게 하기 위해
6. 상처가 나면 발로부터 피를 흡수하기 위해
7. 수면과 체온유지에 도움을 주기 위해

## 종류

### 목적에 따른 분류
- 수면양말(睡眠洋襪): 극세사 재질을 사용해 발을 따뜻하게 하여 수면을 유도하는 양말
- 축구 양말
- 군용 양말

### 모양에 따른 분류
- 발가락 양말: 무좀 예방을 위한 양말
- 다비

### 길이에 따른 분류
- 반양말(Half socks, Mini socks) : 하프 삭스, 미니 삭스
- 발목양말(Ankle socks) : 앵클 삭스
- 기본양말(Basic socks, Middle socks) : 베이식 삭스, 미들 삭스(중목 양말)
- 무릎양말(Knee socks) : 니 삭스, 무릎 바로 아래는 Low (neck) socks(로우 삭스, 저(목)양말), 무릎 바로 위는 High socks(하이 삭스, 고양말).
- 허벅지양말(Thigh socks) : 따이 삭스
- 속바지양말(Panty socks) : 팬티 삭스

기본(중목) 양말을 기준으로 짧은 것은 쇼얼트 삭스(Short (neck) socks, 단(목)양말), 긴 것은 롱 삭스(Long socks, 장양말)로 분류하기도 한다.

## 같이 보기
- 발바닥
- 발싸개
- 버선 (한국의 전통 양말)
- 다비 (의상)
- 신발
- 스타킹
- 옷
- 수면양말